# Xanthorhoe dissimilis
Xanthorhoe dissimilis är en fjärilsart som beskrevs av Alfred Philpott 1914. Xanthorhoe dissimilis ingår i släktet Xanthorhoe och familjen mätare. Inga underarter finns listade i Catalogue of Life.